# Otakar Batlička
Otakar Batlička (12. března 1895 Královské Vinohrady – 13. února 1942 Mauthausen) byl český radioamatér (volací značka OK1CB), světoběžník, spisovatel a bojovník proti nacismu. V rané dospělosti několik let cestoval po světě. Jeho putování se stalo podkladem pro částečně autobiografické dobrodružné povídky pro mládež, které publikoval v časopise Mladý hlasatel. Ztvárnil v nich zčásti své vlastní zážitky, především do nich však s velkou volností přepsal vyprávění lidí, se kterými se setkal. Po okupaci a vzniku Protektorátu Čechy a Morava se stal členem Obrany národa – Východ, pro niž jako zdatný radiotelegrafista obstarával spojení se sovětskou zpravodajskou službou NKVD, resp. "Moskvou". Po zatčení byl nakonec uvězněn v koncentračním táboře Mauthausen, kde zahynul; příčina jeho smrti není zcela jasná. O jeho mládí se traduje řada smyšlených, tzv. batličkovských legend.

## Mládí
Narodil se 12. března 1895 do rodiny plynárenského úředníka Antonína Batličky a Boženy Batličkové, rozené Franzové. Jeho matka zemřela, když mu byly necelé tři roky. Otec se později znovu oženil. Otakar vychodil obecnou a měšťanskou školu a poté nastoupil na reálné gymnázium.
Byl nadaný, ale učení ho nebavilo a s učiteli měl často problémy. Chodil za školu a několikrát i utekl z domova, s přísným otcem měl neshody. V roce 1911 zažádal o vystavení cestovního pasu a spolu se dvěma kamarády se pokusil dostat na loď plující do Ameriky. Byli ale zadrženi a eskortováni zpět do Prahy a mladý Otakar dostal tříměsíční podmíněný trest. Druhý pokus po roce už vyšel a s dalším kamarádem se jako plavčíci dostali na lodi do Jižní Ameriky. Začátky na novém kontinentu bez znalosti španělštiny a portugalštiny nebyly jednoduché.

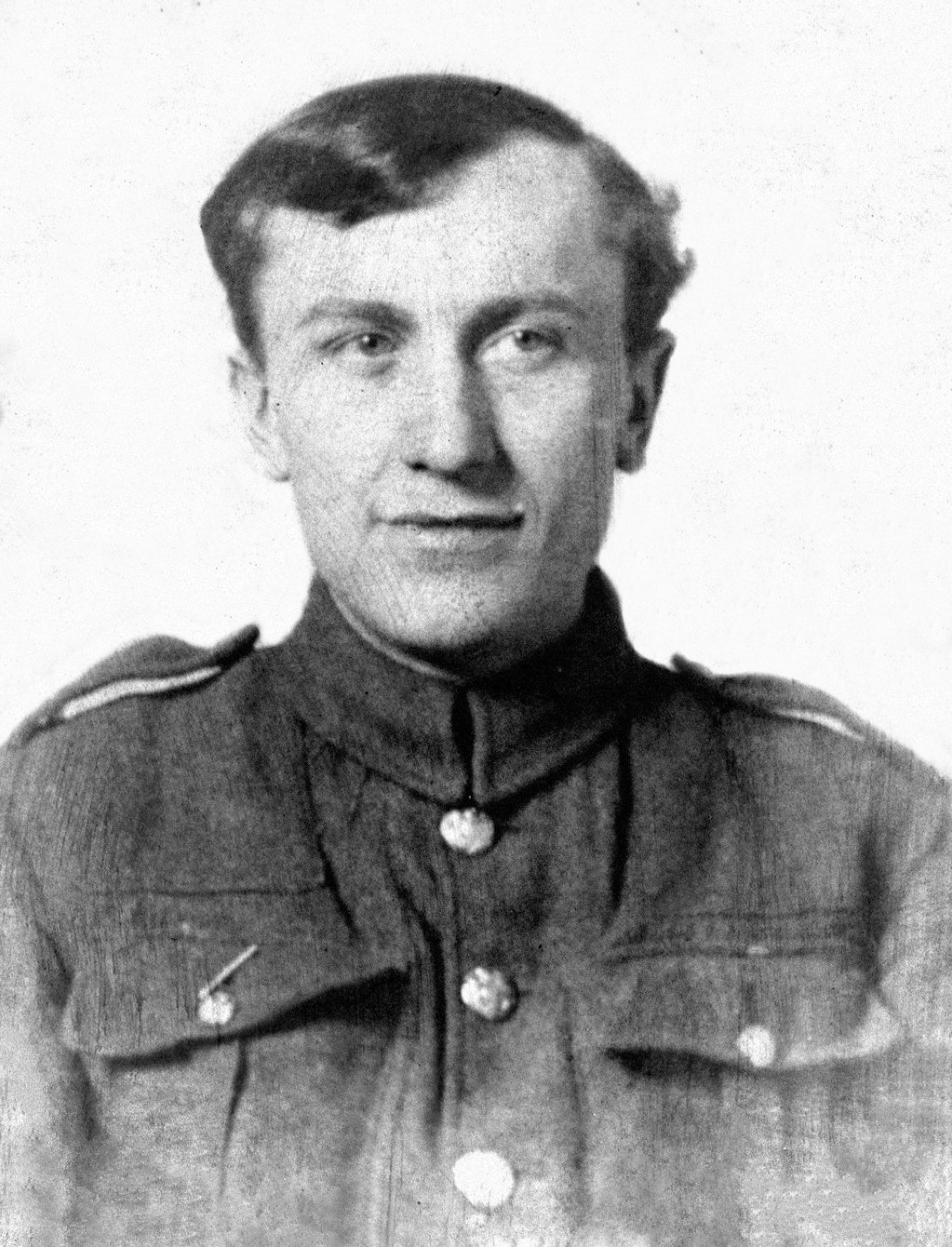
Batlička v uniformě britské armády, kam byl zaregistrován 28. listopadu 1917. V prosinci 1917 narukoval k 30. praporu pluku Middlesex Regiment

Na živobytí si přivydělával příležitostnou prací. V Brazílii se zúčastnil výpravy do Mato Grosso. Když začala první světová válka, musel se jako občan Rakouska-Uherska přihlásit se na konzulátu, aby odplul do Evropy bojovat za habsburskou monarchii. Loď, na které plul do Evropy, byla Angličany potopena, a Otakar Batlička byl jedním z mála zachráněných. Po propuštění ze zajateckého tábora pobýval v Londýně a dobrovolně vstoupil do britské armády, odkud se nakonec rozhodl dezertovat. 3. ledna 1918 byl nakrátko zadržen.

## Zpátky vrepublice
Koncem října 1918 se dostal do Prahy. Přihlásil se jako dobrovolník na Těšínsko a na Slovensko, ale do bojů nasazen nebyl. Odcestoval do New Yorku, kde několik měsíců pracoval jako řidič metra.
Po návratu se dostal do svízelné životní situace. Ovládal sice několik jazyků, ale neměl maturitu a těžko hledal práci. Zkoušel různá zaměstnání, nabízel se tajné policii, pojišťoval psy, nakonec si otevřel vlastní soukromou školu boxu, kde byl instruktorem. Údajně získal vavříny ve střelbě, závodil na motorce. Jako komparzista si občas zahrál ve filmu, vydělával si jako tlumočník.

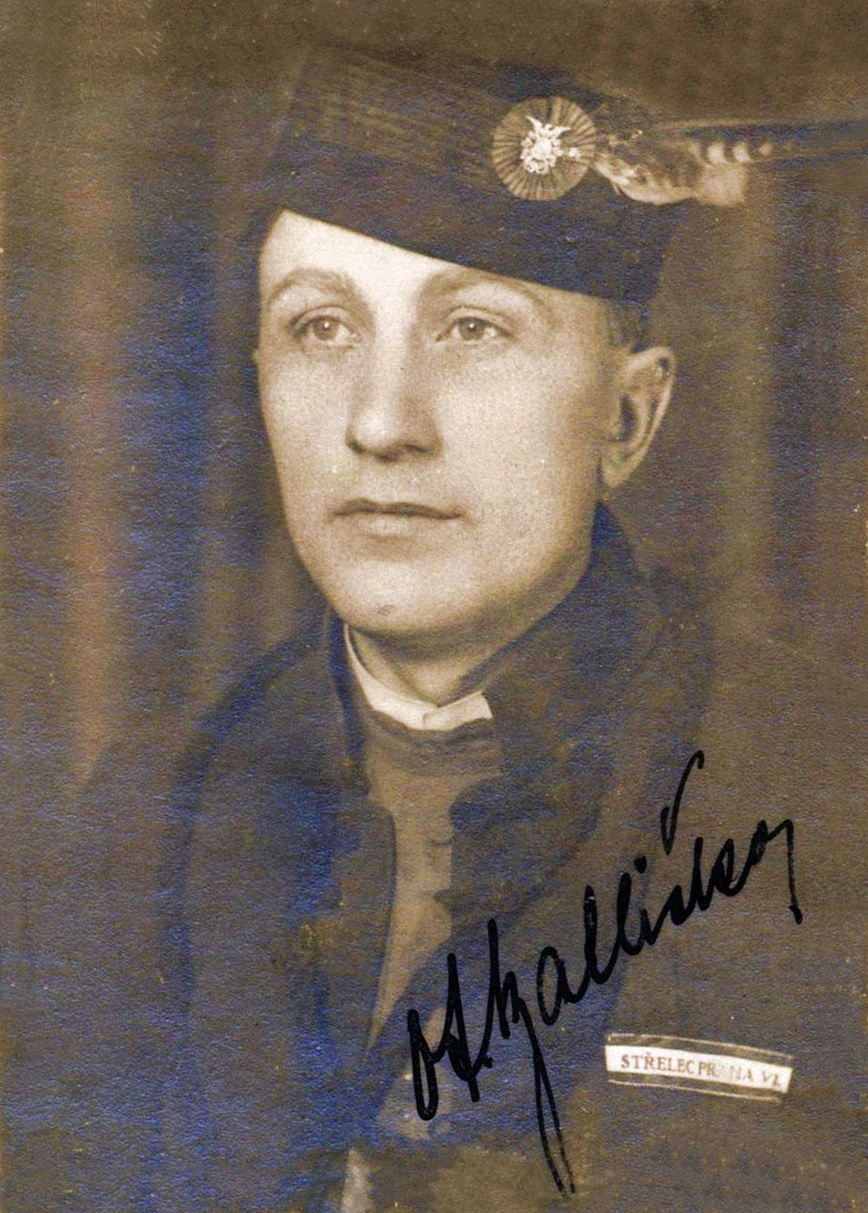
Otakar Batlička na snímku jako člen Československé obce střelecké Praha VI – Vyšehrad. Věnoval se sportovní a lovecké střelbě.

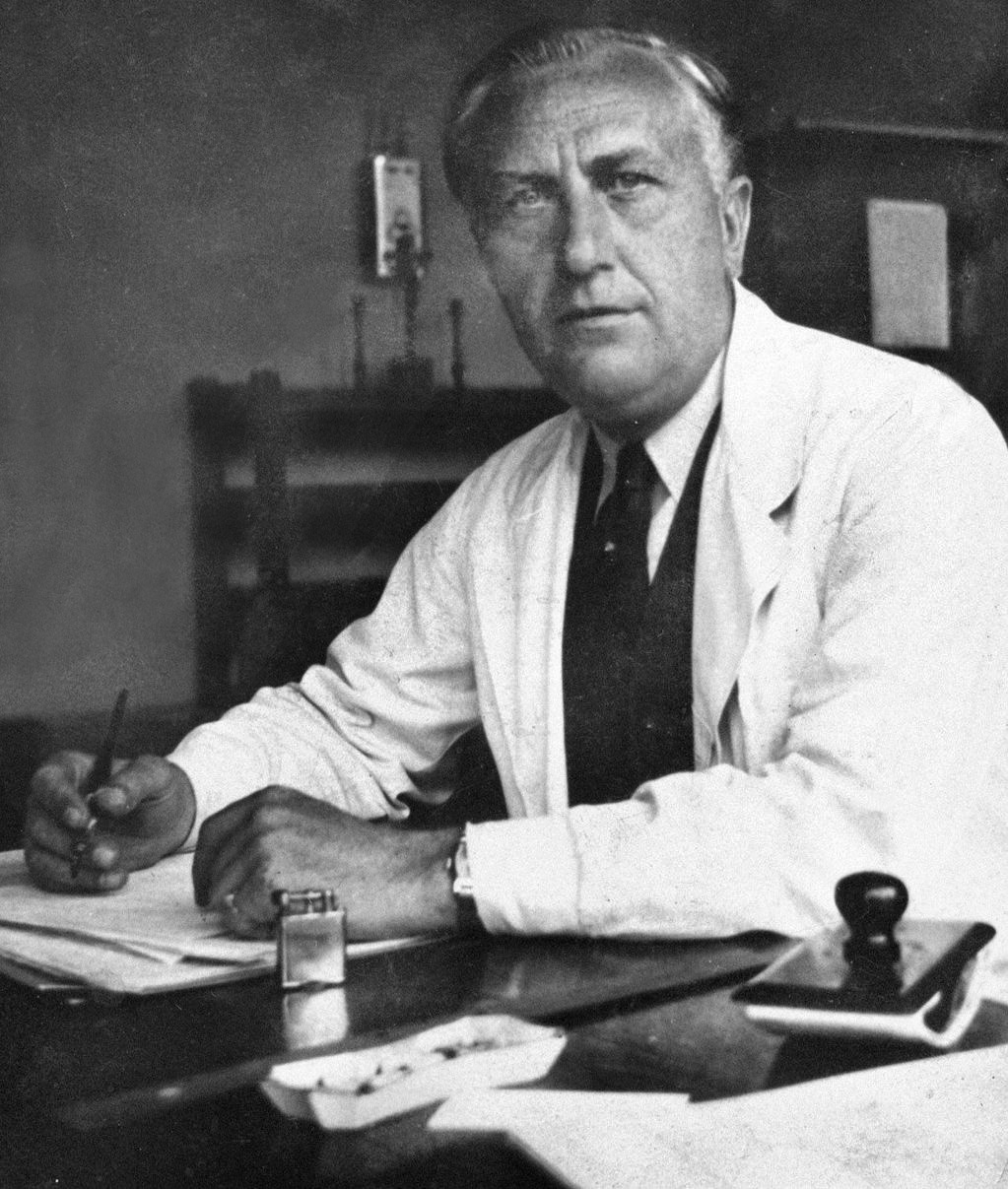
Batlička na snímku jako úřední koncipient pražských Elektrických podniků

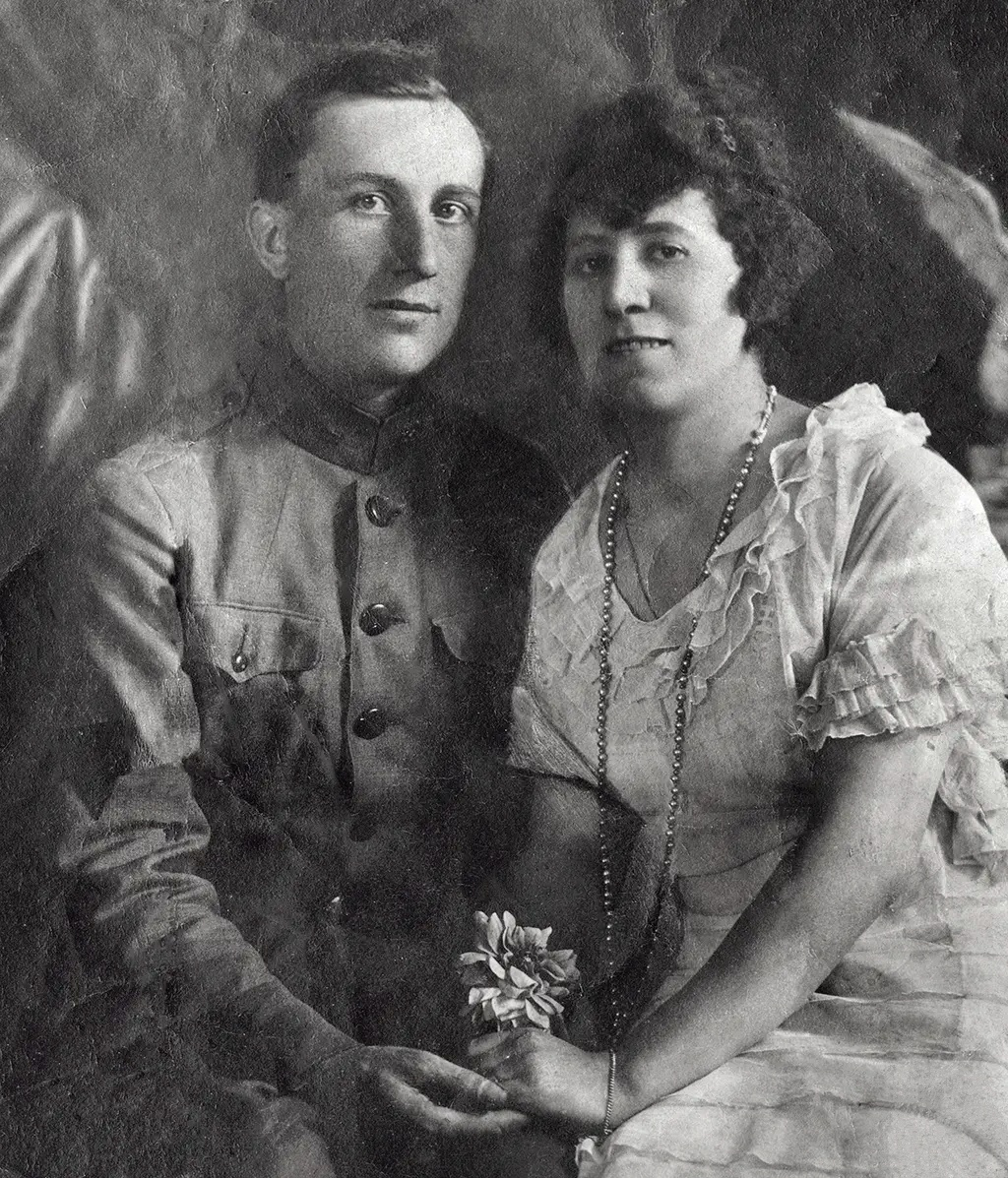
Svatební snímek novomanželů: Otakar Batlička a Marta Špačková

Dne 29. dubna 1920 se oženil s úřednicí Červeného kříže, Martou Špačkovou. V roce 1927 ho zaměstnaly Elektrické podniky hlavního města Prahy. Pracoval postupně jako zřízenec a výhybkář, průvodčí, řidič tramvají a kancelářský koncipient. Podal řadu vynálezů a zlepšovacích návrhů, např. instalovat do tramvají mikrofony a reproduktory.

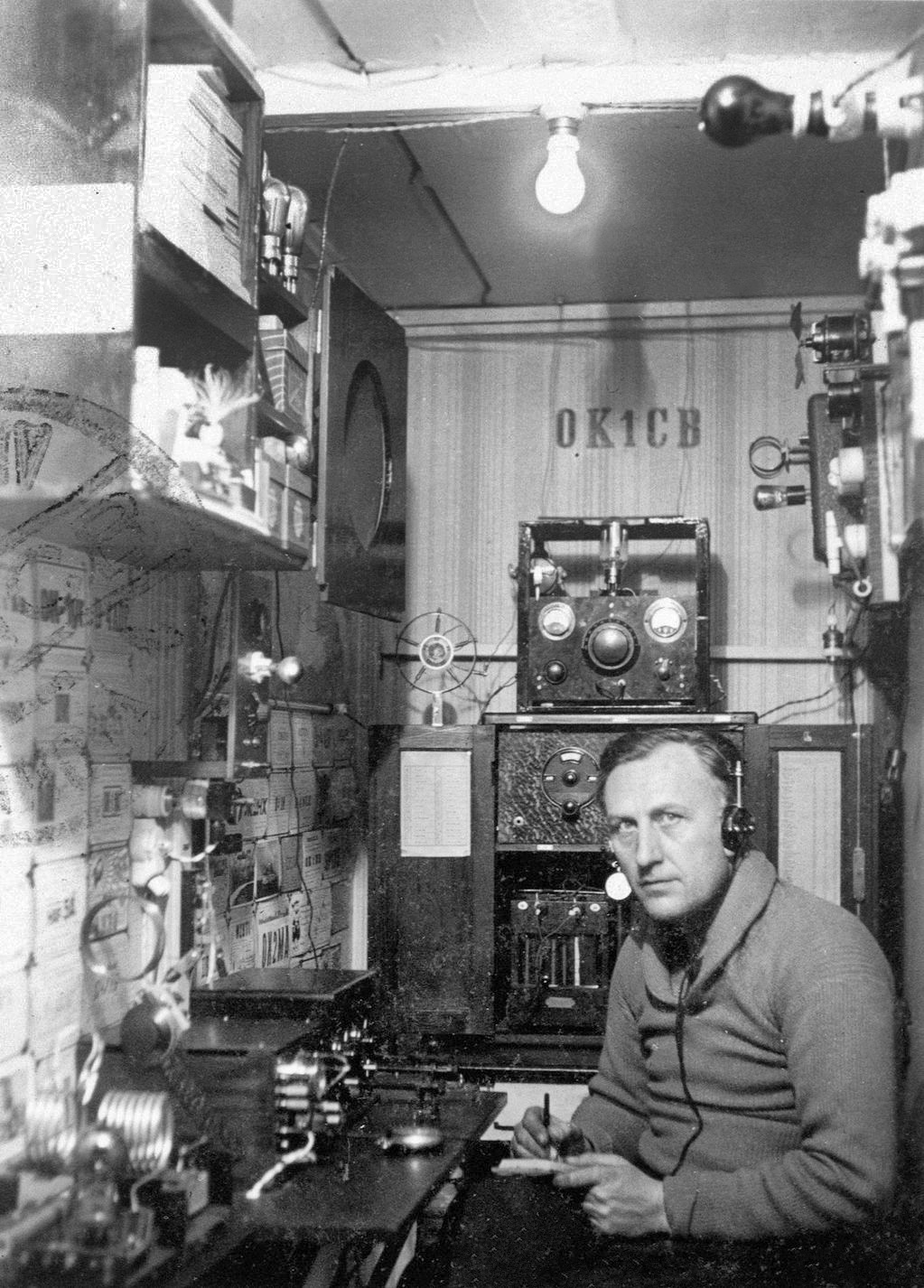
Batlička na snímku z roku 1934 ve své miniaturní (šíře asi 150 cm) ventilátorem větrané radiové kabině (kajutě) zhotovené z překližky

Na jedné výstavě v Nuslích se později seznámil s radiotelegrafií. V roce 1929 si pořídil první radiostanici a po složení zkoušky získal v roce 1932 oprávnění k legálnímu provozování radioamatérské činnosti. Znovu tak začal cestovat, tentokrát jen éterem na vlnách, ale zato po celé planetě. Mezi smyšlenky patří, že by se spojil s Nobileho vzducholodí (v době jejího letu se radioamatérství ještě nevěnoval) a podobné velikášské kousky, které opět zmiňují batličkovské legendy. Své zálibě se velmi intenzivně věnoval a stal se jedním z průkopníků československého radioamatérského vysílání.
Na přelomu třicátých a čtyřicátých let 20. století se Batlička stal prvně výrazně populární mezi českou mládeží, a to díky psaní dobrodružných povídek, které mu vycházely v časopise Mladý hlasatel, vydávaném koncernem Melantrich. V redakci měl společnou kancelář s Jaroslavem Foglarem. Do Mladého hlasatele se dostal na doporučení známého a celkem mu zde vyšlo 118 povídek. V květnu 1941 byl časopis okupačními úřady zakázán.

## Boj proti nacismu, smrt
V období okupace vojsky nacistického Německa se Batlička jako radiotelegrafista zapojil do činnosti ilegální skupiny Obrana národa – Východ, konkrétně na spojení s Moskvou. Prostřednictvím bývalého majora letectva RNDr. Josefa Jedličky začalo rádiové spojení se sovětskou vojenskou zpravodajskou službou. V Praze vysílání probíhala z ateliéru Emanuela Prülla.
Po zátahu v Jinonickém akcízu došlo k odhalení Jedličkovy skupiny. Otakar Batlička byl zatčen gestapem 14. října 1941. Byl vyslýchán, vězněn ve věznici na Pankráci, poté v Terezíně. Z Terezína byl transportován spolu se čtyřmi stovkami českých vězňů 6. února 1942 do koncentračního tábora Mauthausen. Podle oficiálních záznamů Batlička zemřel 13. února 1942 v 15:16 hod. Podle svědectví tehdejších vězňů a poválečných vyšetřování o činnosti v táboře se předpokládá, že jako ostatní vězňové zemřel benzinovou injekcí do srdce, rukou nacistického lékaře Eduarda Krebsbacha nebo některého z jeho pomocníků, některé zdroje uvádí i zastřelení.
Existuje nedoložená verze, podle níž Batlička úspěšně utekl z Mauthausenu. Následně se však měl omylem střetnout s pancéřovou divizí SS a být zastřelen na útěku. Vzhledem ke všem souvislostem je třeba tuto verzi považovat za nepravdivou. O podobném incidentu se v dokumentech koncentračního tábora nenašla zmínka a přeživší vězňové považovali tento příběh za nesmysl.
Ostatky Otakara Batličky, jak tomu bylo u zemřelých a popravených mauthausenských vězňů běžnou praxí, skončily v tamním krematoriu zvaném „pekárna“. Popel obětí býval vynášen v sudech a zcela nepietně sypán z náspu mimo tábor. Batličkově manželce gestapo doručilo úmrtní list manžela a za nemalý finanční poplatek i plátěný pytlík obsahující jeho údajný popel. Jeho kenotaf (symbolicky hrob) se nachází na Vinohradském hřbitově.

## Znovuobjevení díla

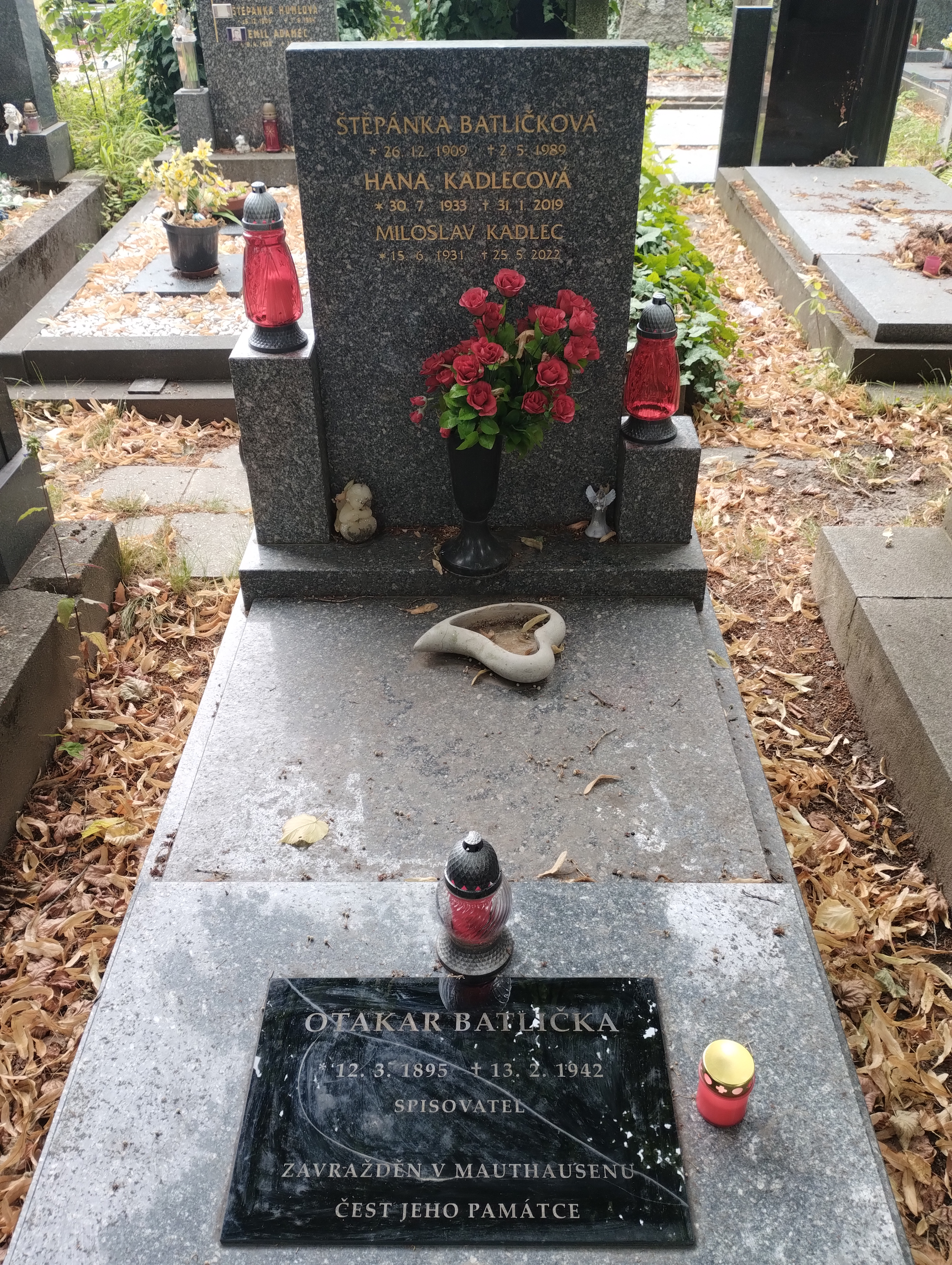
Hrob Otakara Batličky na Vinohradském hřbitově v Praze

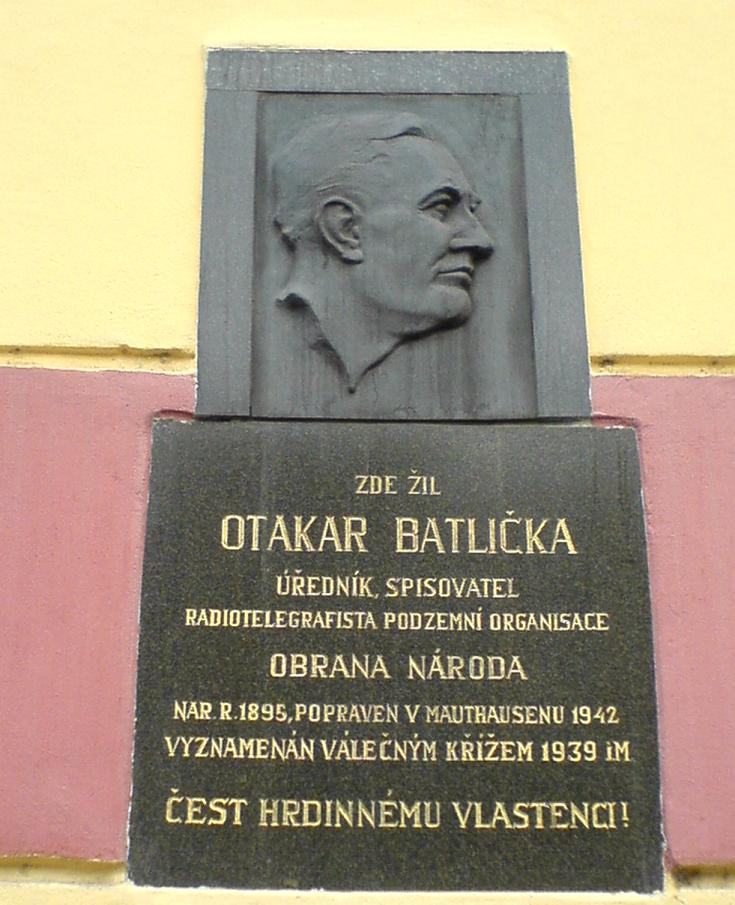
Pamětní deska Otakara Batličky na domě v Čiklově ulici 7, Praha

Jako téměř zapomenutého autora objevil Batličku pro socialistickou veřejnost v polovině šedesátých let 20. století Petr Sadecký, který se od mládí zajímal o kresby Konečného, Buriana a dalších tradičních ilustrátorů dobrodružných knih. To Sadeckého také přivedlo k zájmu o dílo Jaroslava Foglara, které v polovině šedesátých let pomáhal znovu propagovat. Následně Sadecký svůj zájem nasměroval na již téměř zapomenutého Batličku. Po domluvě s vdovou po Batličkovi sehnal vhodného editora, který původní povídky z přelomu třicátých a čtyřicátých let přepracoval. Výsledkem byla kniha Na vlně 57 metrů a po jejím úspěchu následovaly další. Ukázalo se, že Batličkovy knihy vlastně ani nejsou nijak odlišné od ostatních státem tolerovaných indiánek. Některé Batličkovy tituly díky tomu mohly vyjít i v době pozdější normalizace.
Vedle jednoznačného přínosu zanechal kontroverzní Sadecký i na Batličkově osobě svůj neblahý stín. Aby totiž zvýšil zájem veřejnosti o pozapomenutého autora, vytvořil okolo Batličkova mládí obrovskou legendu, složenou z údajných dobrodružství samotného Batličky. Dodnes se dokonce v některých ohledech nepodařilo úplně přesně odhalit, co vše je v Batličkově posmrtném životopise mýtus a co je pravda. Sadecký totiž svými mystifikacemi o Batličkově dobrodružném mládí hojně zásobil dobová periodika a propašoval je i do záložek a doslovů knih s Batličkovými povídkami.
Ukázkovým příkladem rozšířenosti těchto mystifikací je i vážně míněné přetištění některých z nich v prestižní vědecké revue Vesmír. Existenci přinejmenším některých dávno překonaných legend z marketingových důvodů podporuje i vydavatel nového knižního vydání Batličkových povídek.
Jeho povídky byly také zpracovány jako dramatizace Českého rozhlasu Praha v rámci pořadů Rádio na polštář a Domino, namluvil je Stanislav Oubram a pro rozhlas upravil Eduard Kára.

## Vyznamenání
Za odbojovou činnost byl roku 1946 vyznamenán Československým válečným křížem in memoriam tehdejším ministrem národní obrany generálem Ludvíkem Svobodou.

## Připomínka
- Jeho pamětní deska je umístěna v Čiklově ulici na domě číslo 7/642 v Nuselském údolí v Praze 2-Nuslích. Na desce je nápis: "ZDE ŽIL OTAKAR BATLIČKA / ÚŘEDNÍK, SPISOVATEL, RADIOTELEGRAFISTA PODZEMNÍ ORGANISACE OBRANA NÁRODA / NAR. R. 1895, POPRAVEN V MAUTHAUSENU 1942 / VYZNAMENÁN VÁLEČNÝM KŘÍŽEM 1939 i.M. / ČEST HRDINNÉMU VLASTENCI!"[11]
- V Praze 8-Libni po něm byla pojmenována ulice "Batličkova".[12]
- Nedaleko stanice metra C – Ládví v ulici Batličkova je instalována modrá smaltovaná dodatková uliční tabule s textem: "Otakar Batlička – (1895 – 1942) – Spisovatel, cestovatel a radioamatér. Psal dobrodružné příběhy publikované v časopisech pro mládež. Během okupace se zapojil do protinacistického odboje jako radiotelegrafista. Zahynul v koncentračním táboře Mauthausen."[12][13]